# الکساندر پتروفسکی
الکساندر پتروفسکی (روسی: Александр Алексеевич Петровский؛ زادهٔ ۳ مارس ۱۹۸۹) دوچرخه‌سوار اهل روسیه است.